# Vilémov (Tachov)
Vilémov je malá vesnice, část města Tachov ve stejnojmenném okrese v Plzeňském kraji. Nachází se asi čtyři kilometry severovýchodně od Tachova. Severovýchodně u vesnice se nachází Šmatlavý rybník a severozápadně železniční zastávka Tachov-Bíletín na trati č. 184.

## Historie
Vilémov vznikl k 1. září 2009 jako část města Tachov ve stejnojmenném okrese.

## Obyvatelstvo
| Rok            | 1869 | 1880 | 1890 | 1900 | 1910 | 1921 | 1930 | 1950 | 1961 | 1970 | 1980 | 1991 | 2001 | 2011 | 2021 |
| -------------- | ---- | ---- | ---- | ---- | ---- | ---- | ---- | ---- | ---- | ---- | ---- | ---- | ---- | ---- | ---- |
| Počet obyvatel | 0    | 0    | 0    | 50   | 61   | 0    | 7    | 0    | 0    | 0    | 0    | 14   | 7    | 19   | 16   |
| Počet domů     | 0    | 0    | 0    | 1    | 1    | 1    | 1    | 0    | 0    | 0    | 0    | 7    | 6    | 6    | 6    |